# Carlos Morla Vicuña
Carlos Morla Vicuña (nacido Carlos María Vicuña Zaldívar; Santiago, 1846-Búfalo, estado de Nueva York, Estados Unidos; 1900) fue un político conservador y diplomático chileno.

## Biografía
Nació de un desliz de su madre, María del Carmen Solo de Zaldívar Rivera, con el joven César Vicuña de Toro y Zambrano mientras su marido, el militar argentino Estanislao Lynch Roo, se hallaba ausente; su madre lo entregó a la custodia de los jesuitas. Tras la muerte de Lynch Roo, ocurrida en 1849, Carlos fue reconocido por su padre biológico y tomado bajo su custodia; recibió también el reconocimiento y la acogida de sus medios hermanos de madre, los Lynch Solo de Zaldívar (Martina, Estanislao, Patricio, Luis Alfredo y Julio Ángel). Empezó a usar el apellido Morla, anagrama de las palabras «amor» y «moral», a los 16 años, y luego a los 21 lo legalizó.
Estudió en el Colegio San Ignacio y después siguió la carrera de Derecho en la Universidad de Chile. Trabajó como periodista; en 1869 era miembro de la redacción del diario La República. Ese mismo año ingresó en el Partido Conservador, por el que fue diputado suplente por Parral al año siguiente (ejerció a partir del 4 de junio de 1870 en reemplazo del propietario Cesáreo Valdés Ortúzar) y 1873.
Comenzó su carrera diplomática en el extranjero en 1870 —había ingresado en el Ministerio de Exteriores el año anterior—, cuando fue destinado a la legación chilena en Estados Unidos; en 1871 fue nombrado secretario de la misión de su país en Francia e Inglaterra, cuando al frente de la embajada en París estaba el famoso novelista Alberto Blest Gana. Dos años más tarde el Gobierno lo comisionó para investigar en los archivos españoles todo lo relativo con el extremo austral de América del Sur, permaneciendo en Europa hasta 1885.

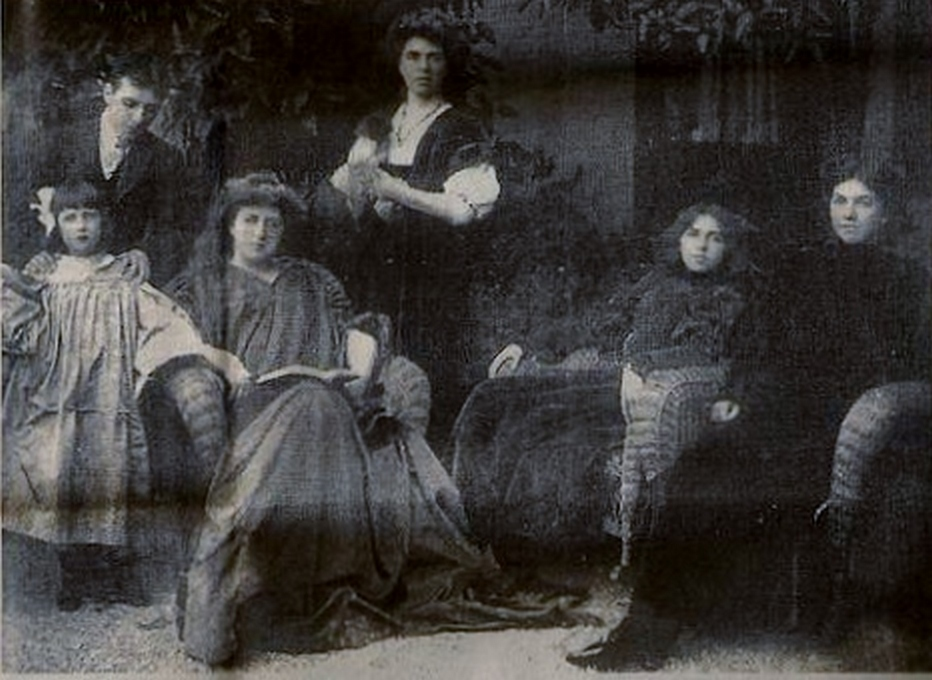
La viuda de Morla, Luisa Lynch, con sus hijos: Wanda, Carlos, Carmen, Ximena y Paz; 1904.

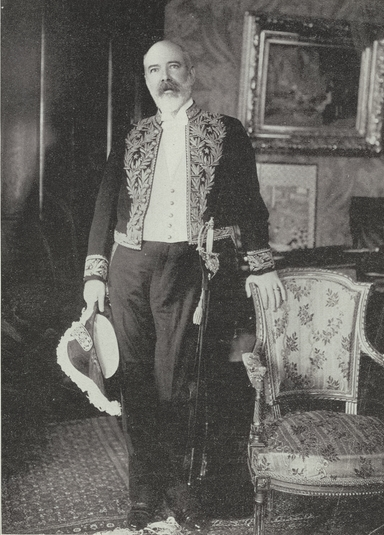
Carlos Mora Vicuña con vestimenta diplomática.

Fue en Londres, en casa de su medio hermano, el oficial de Marina Luis Alfredo Lynch (1834-1883) que supervigilaba la construcción de las torpederas chilenas en Inglaterra durante la Guerra del Pacífico, que Morla Vicuña conoció a la hija de este y sobrina suya Luisa, escritora feminista, socialité y periodista, con quien se casó privadamente en la capital británica en 1884 después de conseguir las dispensas correspondientes, trámite complicado a causa de las relaciones de parentesco que los unían.
La pareja tuvo seis hijos: Nicolasa, que falleció de niña, Carlos, que sería también diplomático, Ximena, Carmen, ambas escritoras, Paz y Wanda. Todos nacieron fuera de Chile, cuando él estaba en misiones diplomáticas, los cuatro primeros en París y la menor en Washington D. C..
En 1885 fue nombrado encargado de Negocios en Brasil, pero pronto regresó a la embajada de París. Su esposa era íntima amiga de la mecenas Eugenia Huici de Errázuriz —quien fue la madrina de Carlos Morla Lynch— y la pareja vivía en el mismo barrio en el que residían miembros de importantes familias chilenas, como los Antúnez Cazotte, Beeche Yrarrázabal, Blest Gana, Cazotte, Concha Subercaseaux, De la Cerda Real de Azúa, Errázuriz Huici, Lamarca de Del Carril, Pinto, Lyon Peña, Matte, Peña Otaegui y Subercaseaux Errázuriz, con quienes se codeaba; los Morla Lynch se relacionaban también con intelectuales y artistas franceses de la época, lo que explica que, por ejemplo, el escultor Auguste Rodin haya realizado un busto de Luisa.
Morla Vicuña abandonó el servicio diplomático en 1891, sin que esté claro por qué perdió la investidura oficial y, visto los nombramientos posteriores que obtuvo, no parece que se debiera a una posible lealtad funcionaria con el defenestrado presidente José Manuel Balmaceda; se retiró entonces a vivir en una aldea del Tirol, desde donde se dedicó al comercio. Pero cuatro años más tarde se reintegra a su antigua carrera al ser nombrado por el presidente Jorge Montt ministro plenipotenciario en Uruguay y Paraguay, misión que desempeñará solo unos meses: el 30 de abril de 1896 es designado en el mismo cargo en Buenos Aires. Tampoco allí durará: el 28 de diciembre se convierte en ministro de Relaciones Exteriores, Culto y Colonización del presidente Federico Errázuriz Echaurren (de quien era amigo desde la infancia), puesto que deja el 11 de mayo de 1897. Morla renunció debido a la crisis que se desató a raíz de una circular del vicario apostólico de Tarapacá, monseñor Guillermo Carter, que fue calificada por la Cámara de Diputados de ataque a la ley de matrimonio civil.
Después de dimitir, Morla Vicuña volvió a instalarse en París, hasta que dos años después su amigo el presidente Errázuriz lo nombró ministro plenipotenciario en Estados Unidos, acreditado también en Japón. Falleció en ese cargo, en 1900: al año siguiente debía celebrarse en Búfalo la Exposición Panamericana, y Morla fue a esa ciudad para preparar el pabellón chileno de la feria mundial que transcurrió desde el 1 de mayo al 2 de noviembre de 1901; allí enfermó y falleció a los 54 años de edad.

## Obras
- La cuestion de límites entre Chile y la República Arjentina; La Patria, 1879.
- Estudio histórico sobre el descubrimiento y conquista de la Patagonia y de la Tierra del Fuego; F. A. Brockhaus, Leipzig, 1903.
- Memoria de la legacción de Chile en el imperio del Japón. 1900. (Impr. de J.M. Torres, 1900),